# دوغلاس غرين
دوغلاس غرين (بالإنجليزية: Douglas Green)‏ (19 مايو 1902 في أستراليا - 28 نوفمبر 1990) هو لاعب كريكت أسترالي. لعب مع فريق تسمانيا للكريكت.

## وصلات خارجية
- دوغلاس غرين على موقع إي آس بي آن كريك إنفو (الإنجليزية)